# Zespół Melkerssona-Rosenthala
Zespół Melkerssona-Rosenthala (ang. Melkersson-Rosenthal syndrome) – rzadki zespół neurologiczny o słabo poznanej etiologii, którego podłożem jest łagodne, nawracające ziarniniakowe zapalenie naczyń. Na obraz zespołu składają się:
- nawracające porażenie nerwu VII
- obrzęk warg, pofałdowanie języka (lingua plicata)
- niekiedy porażenie innych nerwów czaszkowych
- czasem polineuropatia lub objawy ośrodkowe.

Zespół został nazwany na cześć Ernsta Gustafa Melkerssona i Curta Rosenthala, którzy opisali jego objawy w, odpowiednio, 1928 i 1931 roku. Inne wczesne opisy schorzenia pozostawili Grigorij Rossolimo w 1901, Paul Hübschmann w 1894 i Lothar von Frankl-Hochwart w 1891.